# Dyspteris viridilineata
Dyspteris viridilineata är en fjärilsart som beskrevs av Paul Dognin 1917. Dyspteris viridilineata ingår i släktet Dyspteris och familjen mätare. Inga underarter finns listade i Catalogue of Life.